# Eucalyptus pauciflora
Eucalyptus pauciflora, el  eucalipto de nieve, es un árbol típico del grupo  mallee del género Eucalyptus. 

## Distribución y hábitat

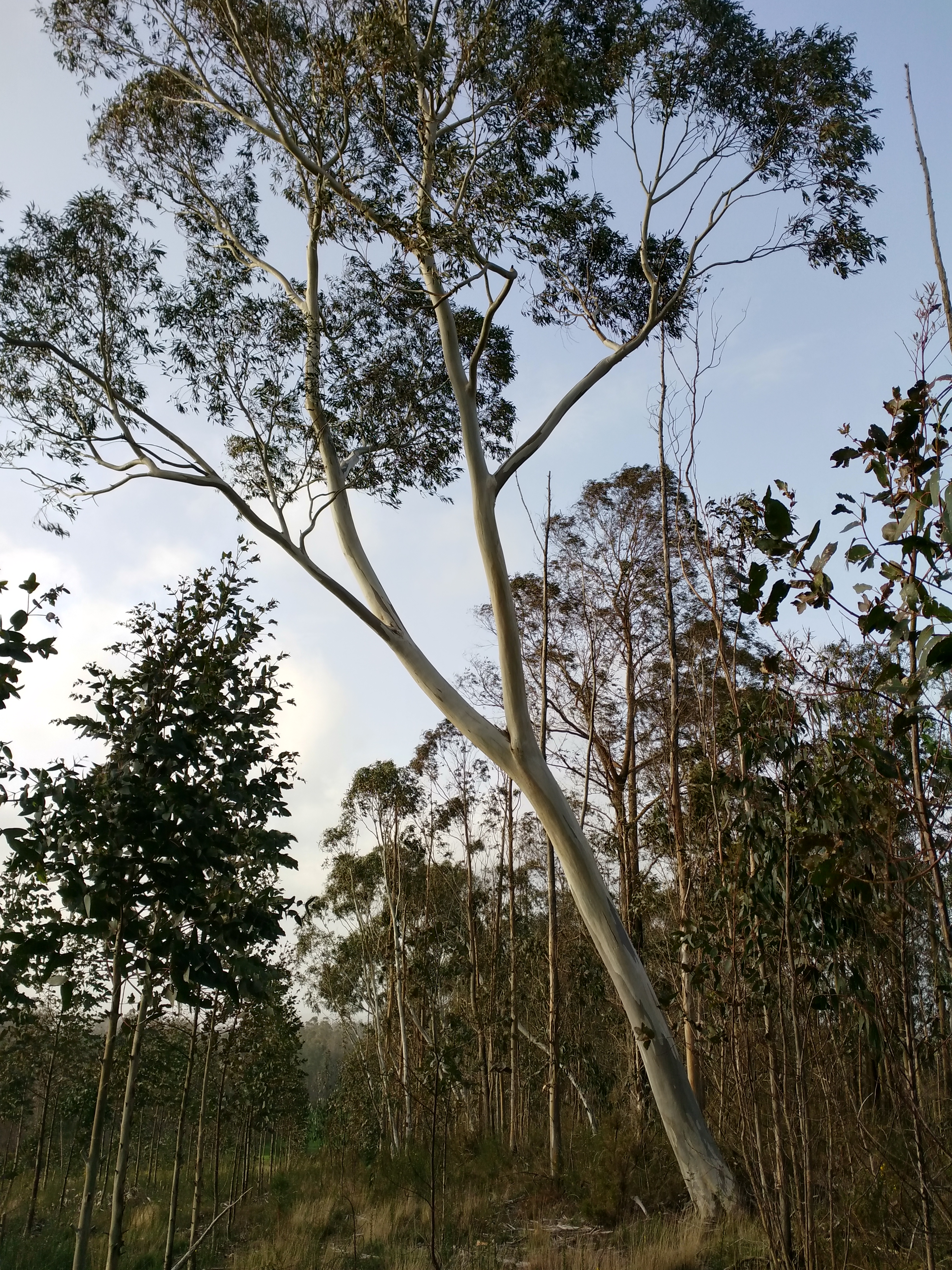
Vista del árbol

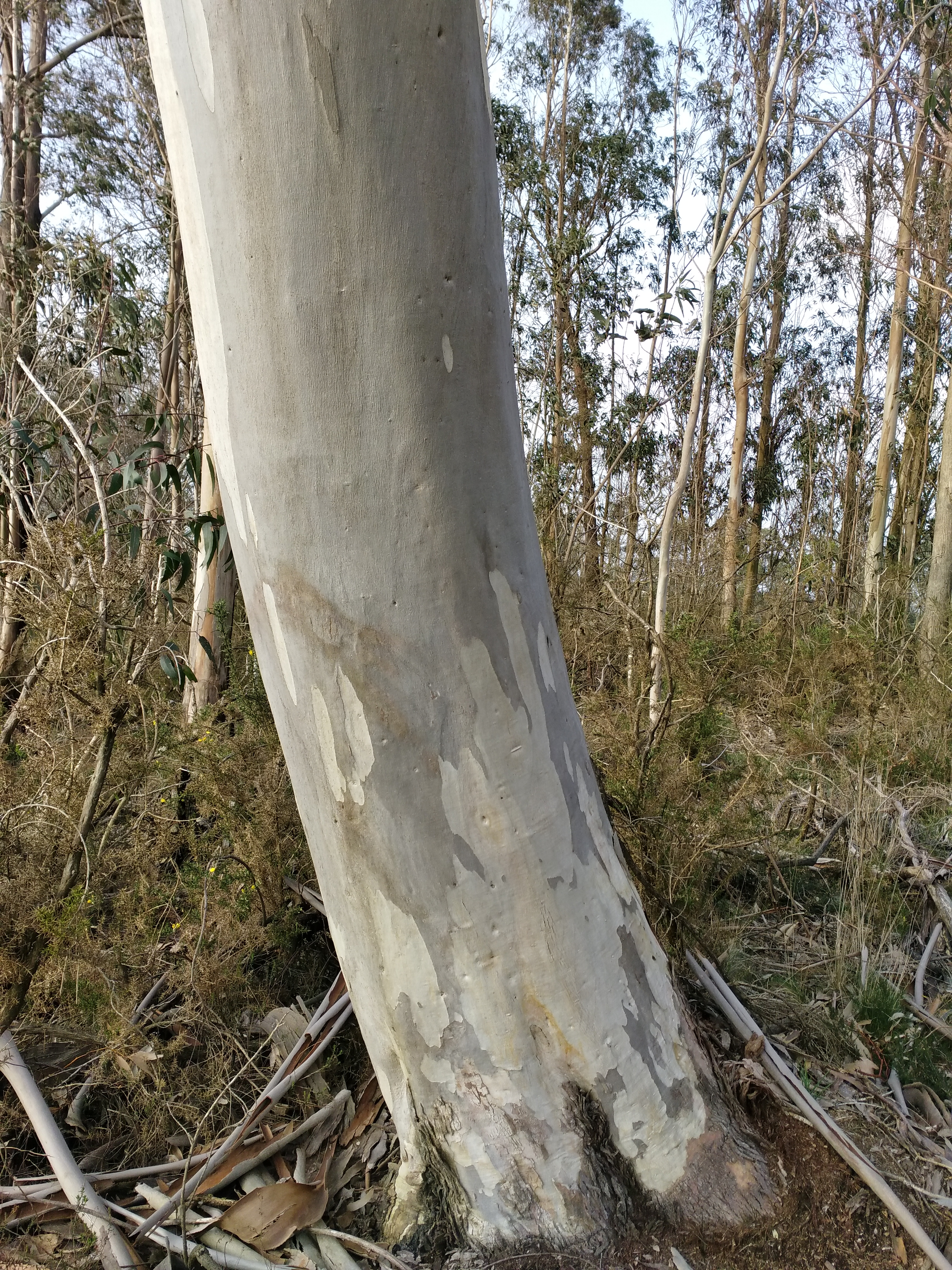
Detalles del tronco

Se le encuentra usualmente en los hábitats subalpinos del este de Australia. Los Eucaliptos de Nieve también habitan tierras bajas donde pueden alcanzar alturas de 20 metros. El Eucalipto de Nieve de las tierras bajas es conocido también como Sallee Blanco, Eucalipto Col (Cabbage Gum) o Fresno Col (Cabbage Ash). Especies similares pero menos conocidas son el Eucalipto Wolgan de Nieve (Eucalyptus gregsoniana) y el Eucalipto de Nieve Llorón (Eucalyptus lacrimans).
Los eucaliptos de nieve se desarrollan tanto en bosques cerrados como abiertos en alturas entre los 1300 y 1800 m s. n. m. en Victoria, Tasmania y Nueva Gales del Sur, donde forman el límite altitudinal de la línea arbórea. La distribución de la variedad de tierras bajas se extiende por un pequeño espacio entre Queensland y  Australia Meridional. Debido al clareo de bosques quedan pocos eucaliptos de nieve de tierras bajas, por lo que actualmente se dedican recursos considerables para conservarlos.

## Descripción
La corteza del  Eucalyptus pauciflora es lisa y blanca a verde claro y a veces roja-café, mudándola en pedazos o tiras para darle una apariencia moteada. Las hojas adultas son usualmente lanceoladas a ampliamente lanceoladas con venas laterales bien delineadas, pero pueden ser algo ovadas.
En vez de perder sus hojas en invierno, el árbol se adapta al peso de la nieve al inclinar sus ramas progresivamente para que las más exteriores se extiendan verticalmente hacia abajo y la nieve se desprenda de sus hojas.

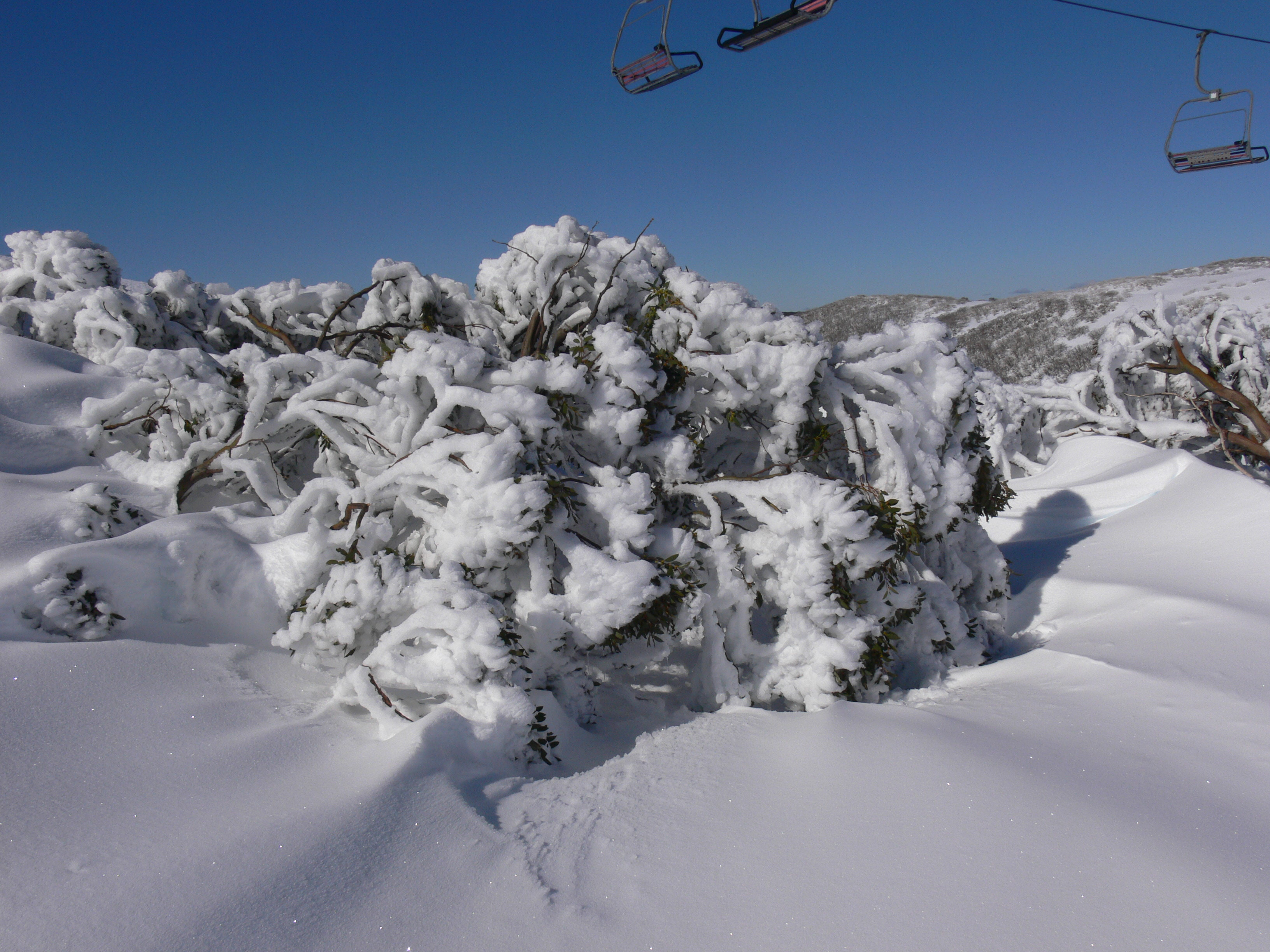
Eucalipto de Nieve, Alpes Australianos, mostrando la habilidad del árbol para sobrevivir en la profundidad de la nieve

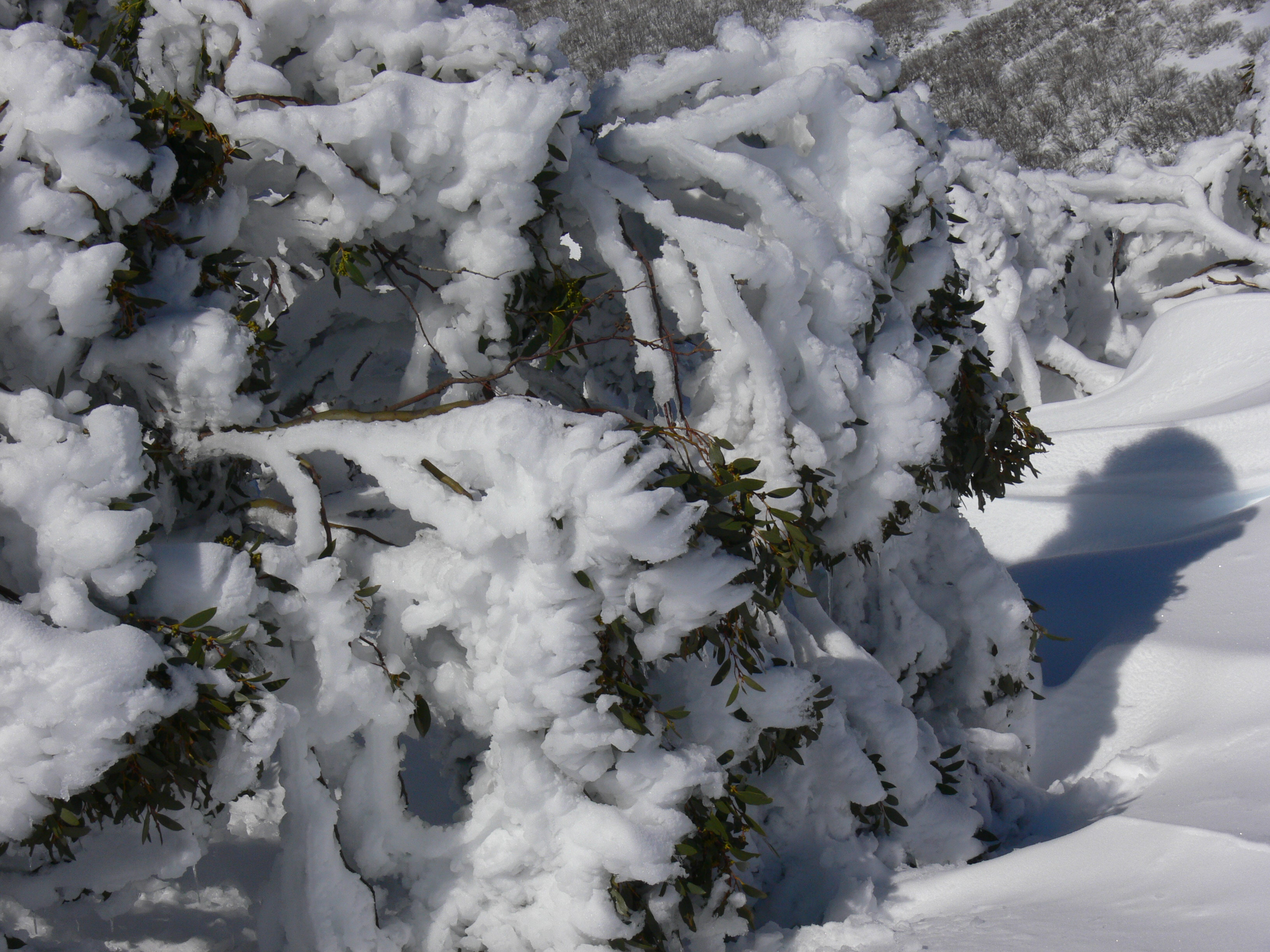
Eucalipto de nieve (Eucalyptus pauciflora), Alpes Australianos, mostrando como las ramas se inclinan en vez de romperse con el peso de la nieve

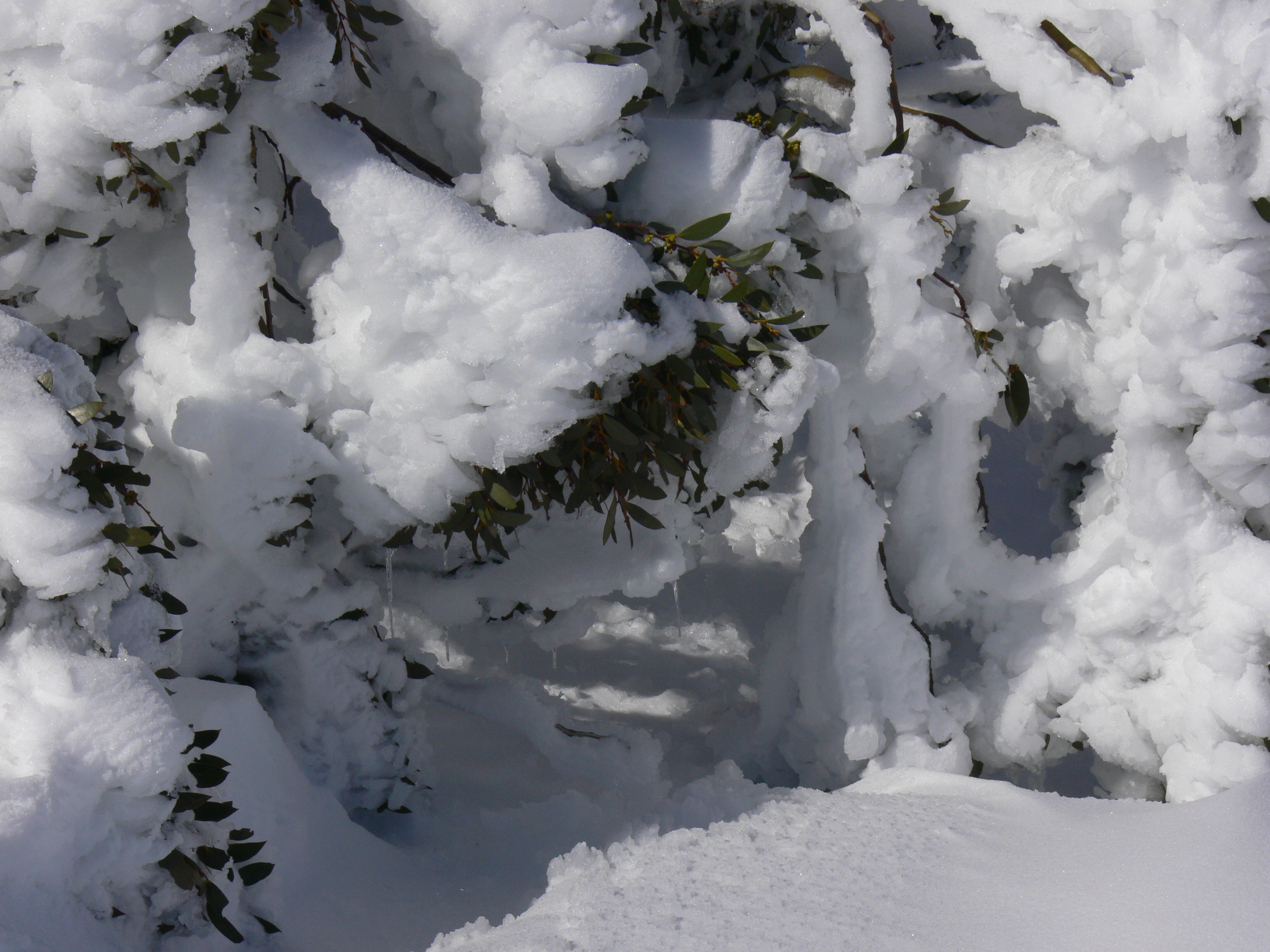
Eucalipto de Nieve (Eucalyptus pauciflora), Alpes Australianos, mostrando como la nieve se desprende de sus hojas en la medida en que las ramas se inclinan con el peso de la nieves

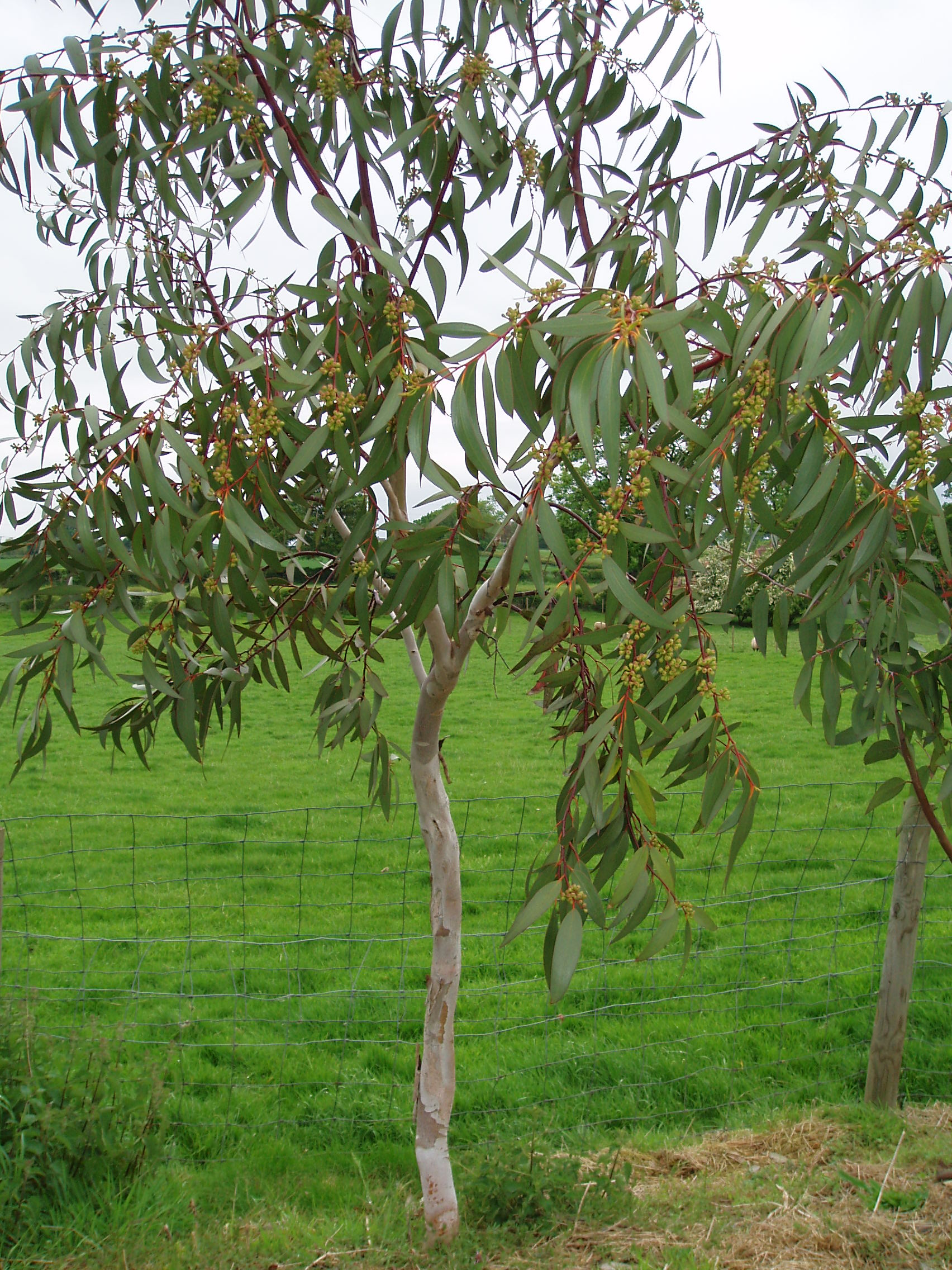
Vista del árbol

## Taxonomía
Eucalyptus pauciflora fue descrita por  Sieber ex Spreng. y publicado en Systema Vegetabilium, editio decima sexta 4(2): 195. 1827.
Etimología
Eucalyptus: nombre genérico que proviene del griego antiguo: eû = "bien, justamente" y kalyptós = "cubierto, que recubre". En Eucalyptus L'Hér., los pétalos, soldados entre sí y a veces también con los sépalos, forman parte del opérculo, perfectamente ajustado al hipanto, que se desprende a la hora de la floración.
pauciflora: epíteto latíno que significa "con pocas flores".
Variedades
Tres subespecies son reconocidas, tratadas como especies por algunos botánicos:
- E. pauciflora subsp. pauciflora Rule, la subespecie nombrada, con capullos no glaucos. Esta es por lejos la forma más extendida
- E. pauciflora subsp. debeuzevillei (Maiden) L.A.S.Johnson & Blaxell, sin. E. debeuzevillei - Eucalipto nival jounama,[4] con capullos angulares glaucos. Se le encuentra en el sudeste de Nueva Gales del Sur y alrededor de Falls Creek en Victoria
- E. pauciflora subsp. niphophila (Maiden & Blakely) L.A.S.Johnson & Blaxell, sin. E. niphophila - Eucalipto nival,[4] con capullos no angulares glaucos. Se le encuentra en las partes más altas de los Alpes Australianos, extendiéndose a ambos lados de la frontera de Victoria - Nueva Gales del Sur.

Los eucaliptos de nieve se regeneran por semilla, por brotes epicórmicos abajo de la corteza y por lignotúberes. Es la más tolerante al frío de las especies de Eucalyptus, con la subsp. niphophila sobreviviendo temperaturas de hasta -18 °C. Ha sido introducido en Noruega.
Variedades y Sinonimia
subsp. pauciflora
- Eucalyptus coriacea Schauer
- Eucalyptus pauciflora subsp. parvifructa Rule
- Eucalyptus phlebophylla Miq.
- Eucalyptus submultiplinervis Miq.
- Eucalyptus sylvicultrix F.Muell. ex Benth. nom. inval.

subsp. acerina Rule 
subsp. debeuzevillei (Maiden) L.A.S.Johnson & Blaxell
- Eucalyptus debeuzevillei Maiden

subsp. hedraia Rule 
subsp. niphophila (Maiden & Blakely) L.A.S.Johnson & Blaxell 
- Eucalyptus coriacea var. alpina F.Muell. ex Benth.
- Eucalyptus niphophila Maiden & Blakely
- Eucalyptus pauciflora var. alba Chippend.
- Eucalyptus pauciflora var. alpina Ewart